# Robert Payne
Pierre Stephen Robert Payne (4 desembre de 1911 - 3 març de 1983) va ser un novel·lista, historiador, poeta i biògraf anglès.

## Biografia
Nascut a Cornualla (Gran Bretanya), era fill d'un arquitecte naval anglès i una mare francesa. Va treballar com a constructor de vaixells i després durant un temps amb la Inland Revenue. El 1941 es va convertir en oficial d'armament i oficial cap de camuflatge per a la Intel·ligència de l'Armada Britànica a Singapur.
L'estiu de 1946, Payne va viatjar a la Xina i va visitar i va entrevistar Mao Zedong a la ciutat de Yenan. Durant l'entrevista Mao va predir correctament que només els costaria un any i mig a les forces comunistes conquerir la Xina continental un cop s'hagués trencat l'armistici amb Chiang Kai-shek i els seus  seguidors.
Payne va publicar més de 110 llibres, novel·les, històries i biografies. Les biografies són el més conegut del que va fer, en tre les quals hi ha estudis sobre: Charlie Chaplin, Greta Garbo, Hitler, Lenin, Stalin, Trotski, Mohandas Gandhi, Albert Schweitzer,  Dostoievski, Ivan el Terrible, Chiang Kai-shek, Mao Zedong, Sun Yat-sen, André Malraux, Shakespeare, Alexandre el Gran, Els rajàs bancs de Sarawak i George C. Marshall.
Com a novel·lista, Payne va usar els pseudònims Richard Cargoe, John Anthony Devon, Howard Horne, Valentin Tikhonov, i Robert Young. En les seves biografies, apareix com  'Robert Payne'  més que com  'Pierre Stephen Robert Payne' .

## Obra selecta
- The Dream and the Tomb  (publicada pòstumament el 1984)
- The Holy Sword  (publicada el 1959; re-publicada el 1987 amb el títol de  The History of Islam )
- Leonardo , una biografia de 1978 sobre Leonardo da Vinci en la qual Payne afirma que la  Mona Lisa  és un retrat de Isabel d'Aragó i que la tradicional acte-retrat a guix de da Vinci és en realitat un retrat del seu pare.
- Ivan the Terrible
- Hubris: A Study of Pride  Harper Torch Books NY (1960) (no ISBN), amb una introducció de Sir Herbert Read.  Hubris  és una versió revisada de el llibre de butxaca  The Wanton Nymph: A Study of Pride.

 Walter Kaufmann redacta les notes a peu de pàgina de  Hubris  en el seu llibre  Tragedy and Philosophy.  Va escriure que  Pocs han apretat tantes idees falses populars sobre Èsquil i Sòfocles en tan poques pàgines com Robert Payne a  Hubris: a Study of Pride  (1960), 20-31 , p.63
- The Wanton Nymph: A Study of Pride  publicada per William Heinemann, Ltd London (1951) (no ISBN)
- The Life and Death of Adolf Hitler  biografia de Adolf Hitler
- The Life and Death of Lenin  biography of Lenin
- The Gold of Troy - The story of Heinrich Schliemann and the buried cities of ancient Greece  Funk & Wagnalls, NY, 1959, Library of Congress catalog number 58-11.361
- Mao Tse Tung Ruler of Red Xina  (1950). Es van publicar edicions revisades com  Portrait of a revolutionary: Mao Tse-tung  (1961) i  Mao Tse-tung  (1969). Totes les edicions inclouen un informe històric de la Xina de la rebel·lió Taiping, però estan centrades en la vida i filosofia de Mao.[2]